# Jadranka Kosor
Jadranka Kosor, hrvaška novinarka in političarka, * 1. julij 1953, Pakrac, SFRJ.
Od leta 2009 do 2011 je opravljala funkcijo hrvaške premierke po nastopu funkcije po nenadnem odstopu predhodnika Ive Sanaderja. Kosor je bila prva in doslej edina ženska, ki je od osamosvojitve postala hrvaška premierka.
Kosor je po opravljeni diplomi na zagrebški pravni fakulteti začela delati kot novinarka. Med hrvaško osamosvojitveno vojno je vodila radijsko oddajo, ki se je ukvarjala s problemi beguncev in invalidov vojne. Leta 1989 se je pridružila desnosredinski Hrvaški demokratični zvezi (HDZ) in se hitro povzpela po partijski hierarhiji. Leta 1995 je bila izvoljena za podpredsednico stranke in prvič izvoljena na funkcijo v parlamentu. Po smrti predsednika in dolgoletnega vodje HDZ Franja Tuđmana je Kosor leta 2000 podprla uspešno kandidaturo Ive Sanaderja za vodstvo stranke. Tri leta pozneje je njena stranka zmagala na parlamentarnih volitvah, Kosor pa je postala ministrica za družino, veterane in medgeneracijsko solidarnost. Dvakrat je služila v Sanaderjevem kabinetu, v tem času pa je bila tudi podpredsednica vlade. Na predsedniških volitvah leta 2005 je kandidirala kot predstavnica HDZ, vendar je v drugem krogu izgubila s predsednikom Stjepanom Mesićem. Po nenadnem odstopu Sanaderja je Kosor uspela oblikovati delujočo parlamentarno večino in je bila julija 2009 odobrena na novo mesto premierke, ki je prav tako postala vodja svoje stranke. Kosorjeva je bila kandidatka stranke za premierko na splošnih volitvah leta 2011, vendar je HDZ strmo izgubila nad levosredinsko koalicijo Kukuriku, ki jo je vodila Socialdemokratska stranka. Kosor je decembra 2011 oblast podelila novemu premierju Zoranu Milanoviću.